# 古川高晴
古川 高晴（ふるかわ たかはる、1984年8月9日 - ）は、青森県青森市出身の元アーチェリー選手。ロンドンオリンピック銀メダリスト、東京オリンピック銅メダリスト。現在近畿大学職員である。

## 経歴
青森県立青森東高等学校時代に「弓道をしたかったが部がなかった」という理由でアーチェリーを始めた。2002年、高校3年生のときに世界ジュニア選手権に出場、第57回国民体育大会（高知国体）で優勝。
2003年、近畿大学に進学。1年次から全日本学生アーチェリー男子王座決定戦のメンバーとして出場。
アテネオリンピックに出場。個人で2回戦敗退、団体では8位となった。
2007年のアーチェリー世界選手権ではベスト16に入り北京オリンピック出場権を獲得した。
北京オリンピックでは個人戦の1回戦で2度のシュートオフの末敗れた。
ロンドンオリンピックではランキングラウンドで720点満点中679点で5位となった。菊地栄樹、石津優と男子団体に出場、1回戦では格上のインドを214-214からシュートオフで破ったが、準々決勝でアメリカ合衆国に1点差で敗れた。個人戦は1回戦で李嘉威（香港）、2回戦でドミトロ・ハラチョフ（ウクライナ）、3回戦でバード・ネステン(ノルウェー）、準々決勝でカイルルアヌアル・モハマド（マレーシア）、準決勝でリック・ファンデルフェン（オランダ）をシュートオフの末くだして決勝に進出し、呉真爀（韓国）に敗れたもののアテネオリンピックの山本博以来となる銀メダルを獲得。
2015年、コペンハーゲンで開催された世界選手権の3位決定戦でエリアス・マラベ（ベネズエラ）を破り、銅メダルを獲得。
2016年、リオデジャネイロオリンピックでは、準々決勝戦ブレイディ・エリソン（アメリカ合衆国）との試合で敗退し8位に終わる。
2018年、ジャカルタアジア大会のリカーブ混合では杉本智美とのペアで、決勝で北朝鮮ペアに6-0で勝利し、金メダルを獲得。
2020年東京オリンピックアーチェリー男子団体に武藤弘樹、河田悠希とともに出場し、3位決定戦でオランダに勝ち、男子団体で日本初の表彰台となる銅メダルを獲得した。
2020年東京オリンピックアーチェリー男子個人では湯智鈞（台湾）を７-３で下し、個人では2大会ぶりの表彰台となる銅メダルを獲得した。
2024年パリオリンピックでは、1回戦で中西絢哉に4-6で敗れた。
2024年10月26日に行われた全日本選手権をもって競技を引退し、25年間の現役生活に幕を下ろした。

## 出演番組

### テレビ番組
- ロンドンオリンピック 2012 さんま・櫻井・上田のメダリスト生大集結!祝勝会（2012年8月13日、日本テレビ）
- ウルトラマンDASH（2013年 - 2016年、日本テレビ)
- めざせ!オリンピアン（2017年1月18日、NHK BS1）
- グッと!スポーツ（2017年2月28日、NHK総合）